# Dzień Śmiechały
Dzień Śmiechały – komiks autorstwa Janusza Christy z serii Kajko i Kokosz. Historia początkowo ukazywała się w odcinkach w Świecie Młodych w 1983 roku, by zostać wydaną w formie albumu w 1984 roku przez KAW, a później w 2003 przez Egmont Polska. Fragment komiksu trafił do podręcznika szkolnego do klas czwartych.

## Fabuła komiksu
Podczas polowania w lesie Kajko i Kokosz spotykają dziada borowego, który informuje ich, że Zbójcerze wycinają bez zezwolenia lasy i prosi o pomoc w przerwaniu tego procederu. Wkrótce nasi bohaterowie odkrywają do czego Zbójcerzom potrzebne są takie ilości drzewa. Okazuje się, że budują oni wieżę oblężniczą, dzięki której chcą zdobyć Mirmiłowo. Na szczęście Kajko i Kokosz w porę skracają platformę wieży i zamiast napaści na gród Zbójcerzy czeka kąpiel w fosie. Na drugi dzień w Mirmiłowie zaczynają się dziać dziwne rzeczy – Kokosz budzi się w swoim łóżku, lecz odkrywa, że jest... na dachu!! Mirmił w nocy zniósł jajko, komuś innemu latają poduszki. Wkrótce okazuje się, że tego dnia jest Dzień Śmiechały – dzień w którym wszyscy robią sobie psikusy. Kajko i Kokosz postanawiają zadrwić ze Zbójcerzy. Dają więc Ofermie dużą chustkę informując go, że jest to cudowny obrus. Jeśli pójdzie z nim do karczmy i rozłoży na stole, karczmarz uraczy go czym tylko zechce i nie zażąda za to zapłaty. Oczywiście karczmarz był opłacony wcześniej, niemniej Oferma uwierzył, że jest to magiczny obrus. Co więcej – uwierzyli w to także Hegemon i Kapral, którzy postanowili wypróbować obrus w innym lokalu - kategorii S. Nietrudno się domyślić, jak zakończył się ich posiłek na „czarodziejskim” obrusie. Tymczasem okazuje się, że Zbójcerze wcale nie zrezygnowali z planu zdobycia Mirmiłowa za pomocą wieży oblężniczej.